# Barbarian (Computerspielreihe)
Barbarian ist eine zweiteilige Computerspielreihe von Palace Software. Die Titel Barbarian: The Ultimate Warrior und Barbarian II: Dungeons of Drax sind Computerspiele des Fighting-Game-Genres. In Nordamerika wurden diese Spiele unter den Titeln Death Sword und Axe of Rage veröffentlicht.

## Geschichte

### Barbarian
Barbarian: The Ultimate Warrior wurde im Jahr 1987 von dem britischen Spieleentwickler Palace Software für die Heimcomputer C64, C16, Sinclair ZX Spectrum, Atari ST, Amstrad CPC und Acorn BBC entwickelt. Im Jahr 1988 folgten Veröffentlichungen für den Amiga und IBM-PC. Die Vermarktung in den USA wurde von Epyx übernommen.
Das an Geschichten wie Conan der Barbar angelehnte Spiel kann sowohl alleine als auch zu zweit gespielt werden. Der Fokus liegt auf dem Schwertkampf. Im Einzelspielermodus tritt der Spieler gegen diverse Gegner an, mit dem Ziel später den Zauberer „Drax“ zu besiegen und „Prinzessin Marina“ zu befreien. Der Mehrspielermodus besteht aus Kämpfen gegeneinander.
In der damaligen Zeit wurde das Spiel oftmals wegen seiner Brutalität kritisiert. So war es möglich, seinem Gegner den Kopf abzuschlagen. In Deutschland wurde das Spiel am 31. Oktober 1987 indiziert. Im September 2012 wurde die Indizierung nach Ablauf der 25-Jahres-Frist aufgehoben.

### Barbarian II
Barbarian II: Dungeons of Drax (auch unter Axe of Rage vertrieben) wurde im Jahr 1988 für den C64 veröffentlicht. Im Jahr 1989 wurden Portierungen auf Amiga, Amstrad CPC, Atari ST, Sinclair ZX Spectrum und IBM-PC vorgenommen. Im zweiten Teil kann der Spieler zwischen dem aus dem ersten Teil bekannten Barbaren, der nun mit einer Streitaxt bewaffnet ist, und „Prinzessin Marina“ wählen. Das Ziel des Spieles ist erneut, den Zauberer "Drax" zu besiegen. Das Spiel ist in drei weitläufige Levels unterteilt, die recht verzweigt sind. Dazu gehört eine Vulkangegend, ein Höhlensystem und schließlich der Dungeon of Drax.
Ein Kompass in Form eines Schwerts zeigt dem Spieler hierbei den richtigen Weg. Zur Lösung des Spiels muss der Spieler drei Artefakte finden, um den Endgegner schließlich bezwingen zu können.

### Barbarian III
Ein dritter Teil wurde zwar geplant, aber durch den Bankrott der beteiligten Firmen nie veröffentlicht.

#### Barbarian Remake
TDB Soft erstellt Freeware-Remakes und erstellte so auch von Barbarian eine Neuauflage für Linux, macOS und Microsoft Windows. Inoffiziell auch für Sega Genesis, PC Engine und Atari Jaguar.

## Sonstiges
Dem 1. Teil lag ein Poster von „Prinzessin Marina“ bei, welche von dem damals in England sehr beliebten Busen-Model Maria Whittaker dargestellt wurde.